# 桑山知之
桑山 知之（くわやま ともゆき、1989年10月23日 - ）は、東海テレビ放送記者、ディレクター、プロデューサー。元フリーライター、編集者、コラムニスト。
かつてはくわ山ともゆき名義で活動していた。

## 来歴・人物
愛知県名古屋市出身。愛知県立千種高等学校、慶應義塾大学経済学部卒業。
在学中から執筆活動を開始。お笑いや音楽、ラジオ、アイドルなどサブカルチャーに精通。

## 作品
公共キャンペーン・スポット「いま、テレビの現場から。」
公共キャンペーン・スポット「見えない障害と生きる。」

## 受賞歴
ACC TOKYO CREATIVITY AWARDS フィルム部門Aカテゴリー ACCブロンズ（いま、テレビの現場から。）
ギャラクシー賞 CM部門 奨励賞（いま、テレビの現場から。）
日本民間放送連盟賞 CM部門 最優秀賞（見えない障害と生きる。）
ACC TOKYO CREATIVITY AWARDS フィルム部門Aカテゴリー ACCゴールド（見えない障害と生きる。）